# Santa Evita (sèrie de televisió)
Santa Evita és una sèrie web argentina de 2022, basada en la novel·la de ficció homònima (1995) de Tomás Eloy Martínez, per a Star+. La trama segueix la vida de Eva Perón, ex Primera dama de l'Argentina, la seva mort als 33 anys i el posterior destí del seu cadàver embalsamat. És protagonitzada per Natalia Oreiro, Ernesto Alterio, Darío Grandinetti, Diego Velázquez, Diego Cremonesi i Francesc Orella. La sèrie es va estrenar el 26 de juliol de 2022.

## Sinopsi
La sèrie segueix la intrigant història de la primera dama de l'Argentina Eva Perón després de la seva mort per càncer cervical als 33 anys en 1952. I com les seves restes embalsamades, després de ser vetllats davant milions de persones, van ser segrestats per la dictadura militar de 1955 autodenominada Revolució Alliberadora.

## Elenc

### Principal
- Natalia Oreiro com Eva Perón
- Ernesto Alterio com Carlos Moori Koenig
- Darío Grandinetti com Juan Domingo Perón
- Diego Velázquez com Mariano Vázquez
- Francesc Orella com Pedro Ara Sarriá

### Recurrent
- Diego Cremonesi com Eduardo Arancibia
- Héctor Díaz com Julio Alcaraz
- Guillermo Arengo com Emilio Kaufman
- Diego Mariani com Agustín Magaldi
- Iván Moschner com Aldo Cifuentes
- Damián Canduci com Milton Galarza
- Jorge Prado com Atilio Renzi
- Gabriela Ferrero com Juana Ibarguren
- María Canale com Irene Kaufman
- Marcela Guerty com Adela
- Camila Mateos com Eva Perón (adolescent)
- Sebastián Arzeno com Gustavo Fesquet

### Invitats
- Daniel Di Biase com Marino
- Nacho Vavassori com Correa
- Julieta Vallina com Anita
- Matías Bassi com Juan Ramón Duarte
- Aitor Miguens com Ángel
- Agustín Vázquez com Rodríguez
- Fedra Defendente com Erminda Duarte
- Jenni Merla com Blanca Duarte
- Darío Pianelli com Juan Carlos Armani
- Jesús Catalino com Livio Gandini
- Mauro Álvarez com Picquard
- Diego Mariani com Agustín Magaldi
- Walter Cornás com Mario "Cariño" Pugliese
- Pablo Toporosi com Ramiro
- Facundo Aquinos com Miguel
- María Villar com Elena Heredia
- Mauricio Minetti com Saldías
- Agustín Rittano com José "Chino" Astorga
- Margarita Molfino com Lidia
- Eugenia Alonso com Celia
- Mara Bestelli com Rosa
- Patricio Aramburu com Tulio Corominas

## Episodis
| Núm. | Títol                    | Direcció                               | Guió                               | Data d'emissió original |
| ---- | ------------------------ | -------------------------------------- | ---------------------------------- | ----------------------- |
| 1    | «Esa mujer»              | Rodrigo García Barcha i Alejandro Maci | Marcela Guerty i Pamela Rementería | 26 de juliol de 2022    |
| 2    | «Cuatro tumbas para Eva» | Rodrigo García Barcha i Alejandro Maci | Marcela Guerty i Pamela Rementería | 26 de juliol de 2022    |
| 3    | «Gracias por existir»    | Rodrigo García Barcha i Alejandro Maci | Marcela Guerty i Pamela Rementería | 26 de juliol de 2022    |
| 4    | «Una esposa perfecta»    | Rodrigo García Barcha i Alejandro Maci | Marcela Guerty i Pamela Rementería | 26 de juliol de 2022    |
| 5    | «Puppé»                  | Rodrigo García Barcha i Alejandro Maci | Marcela Guerty i Pamela Rementería | 26 de juliol de 2022    |
| 6    | «Persona»                | Rodrigo García Barcha i Alejandro Maci | Marcela Guerty i Pamela Rementería | 26 de juliol de 2022    |
| 7    | «Santa Evita»            | Rodrigo García Barcha i Alejandro Maci | Marcela Guerty i Pamela Rementería | 26 de juliol de 2022    |

## Desenvolupament

### Producció
En 2016, la cadena Fox (actualment Star) va adquirir els drets del llibre Santa Evita, publicat en 1995 per Tomás Eloy Martínez, per a realitzar una sèrie. Al maig de 2019, es va informar que la producció de la sèrie ja havia començat, estant sota la responsabilitat de l'empresa Buena Vista International de Disney i la productora argentina Non Stop, les quals van planificar la seva estrena pel 2021. Seguidament, es va comunicar que l'actriu mexicana Salma Hayek estaria servint com a productora executiva en la sèrie, la qual seria dirigida pel realitzador colombià Rodrigo García Barcha i l'argentí Alejandro Maci, qui comptarien amb l'ajuda de les autores argentines Marcela Guerty i Pamela Rementería tant per a l'adaptació del llibre com per al guió.
Els enregistraments de la sèrie tenien previst el seu inici al març de 2020, però a causa de la pandèmia de COVID-19 es van posposar, per la qual cosa, al maig de 2021 es va informar que l'estrena s'havia ajornat per a 2022.

### Rodatge
La fotografia principal de la sèrie va començar a mitjan maig de 2021 a la província de Buenos Aires, on uitlizaron el Palau Sans Souci, situat a la ciutat de Victoria, com a escenari de la residència presidencial. A l'agost d'aquest any, van concloure les filmacions de la sèrie.

### Càsting
Al gener de 2020, després de diversos rumors, es va confirmar que l'actriu uruguaiana Natalia Oreiro havia estat triada per a ser la protagonista. Així mateix, es va confirmar que els actors argentins Darío Grandinetti, Ernesto Alterio, Diego Velázquez i l'actor català Francesc Orella havien estat triats per integrar al costat d’Oreiro l'elenc principal de la sèrie. Poc després, es va anunciar que Diego Cremonesi també s'havia unit al repartiment. Al juny de 2021, es va informar que Camila Mateos anava a interpretar una versió més jove del personatge d'Eva Perón.

## Premis i nominacions
| Llista de premis i nominacions | Llista de premis i nominacions | Llista de premis i nominacions            | Llista de premis i nominacions         | Llista de premis i nominacions | Llista de premis i nominacions |
| Any                            | Organització                   | Categoria                                 | Nominat/a(s)                           | Resultat                       | Ref(s)                         |
| ------------------------------ | ------------------------------ | ----------------------------------------- | -------------------------------------- | ------------------------------ | ------------------------------ |
| 2022                           | Produ Awards                   | Millor Sèrie Adaptació                    | Santa Evita                            | Guanyador                      | [ 18 ] [ 19 ]                  |
| 2022                           | Produ Awards                   | Millor Actriu Principal - Sèrie Dramàtica | Natalia Oreiro                         | Nominat                        | [ 18 ] [ 19 ]                  |
| 2022                           | Produ Awards                   | Millor Actor Principal - Sèrie Dramàtica  | Diego Velázquez                        | Nominat                        | [ 18 ] [ 19 ]                  |
| 2022                           | Produ Awards                   | Millor Actor Principal - Sèrie Dramàtica  | Ernesto Alterio                        | Nominat                        | [ 18 ] [ 19 ]                  |
| 2022                           | Produ Awards                   | Millor Actor de Repartiment - Sèrie       | Darío Grandinetti                      | Nominat                        | [ 18 ] [ 19 ]                  |
| 2022                           | Produ Awards                   | Millor Actor de Repartiment - Sèrie       | Francesc Orella                        | Nominat                        | [ 18 ] [ 19 ]                  |
| 2022                           | Produ Awards                   | Millor Direcció - Sèrie i Minisèrie       | Rodrigo García Barcha i Alejandro Maci | Plantilla:Noms                 | [ 18 ] [ 19 ]                  |
| 2022                           | Produ Awards                   | Millor Guió - Serie                       | Marcela Guerty i Pamela Rentería       | Plantilla:Wins                 | [ 18 ] [ 19 ]                  |
| 2022                           | Produ Awards                   | Millor Direcció de Fotografia             | Félix Monti                            | Guanyador                      | [ 18 ] [ 19 ]                  |
| 2022                           | Produ Awards                   | Millor Direcció artística                 | Mercedes Alfonsín                      | Nominat                        | [ 18 ] [ 19 ]                  |
| 2022                           | Produ Awards                   | Millor Compositor Musical                 | Federico Jusid                         | Guanyador                      | [ 18 ] [ 19 ]                  |
| 2022                           | Produ Awards                   | Millor Recreació d’època                  | Beatriz Di Benedetto i Clarisa Reynoso | Plantilla:Wins                 | [ 18 ] [ 19 ]                  |
| 2022                           | Produ Awards                   | Gran Premi de Ficció                      | Santa Evita                            | Guanyador                      | [ 18 ] [ 19 ]                  |
| 2022                           | Premis Cóndor de Plata         | Millor Minisèrie o Sèrie Limitada         | Santa Evita                            | Guanyador                      | [ 20 ] [ 21 ]                  |
| 2022                           | Premis Cóndor de Plata         | Millor Direcció                           | Alejandro Maci i Rodrigo García Barcha | Guanyador                      | [ 20 ] [ 21 ]                  |
| 2022                           | Premis Cóndor de Plata         | Millor Actor Protagonista en Drama        | Ernesto Alterio                        | Nominat                        | [ 20 ] [ 21 ]                  |
| 2022                           | Premis Cóndor de Plata         | Millor Actriu Protagonista en Drama       | Natalia Oreiro                         | Guanyador                      | [ 20 ] [ 21 ]                  |
| 2022                           | Premis Cóndor de Plata         | Millor Actor de Repartiment               | Diego Cremonesi                        | Nominat                        | [ 20 ] [ 21 ]                  |
| 2022                           | Premis Cóndor de Plata         | Millor Guió Adaptai                       | Marcela Guerty i Pamela Rementería     | Guanyador                      | [ 20 ] [ 21 ]                  |
| 2022                           | Premis Cóndor de Plata         | Millor Direcció de Fotografia             | Félix Monti                            | Guanyador                      | [ 20 ] [ 21 ]                  |
| 2022                           | Premis Cóndor de Plata         | Millor Muntatge                           | Rosario Suárez i Ana Remón             | Guanyador                      | [ 20 ] [ 21 ]                  |
| 2022                           | Premis Cóndor de Plata         | Millor Direcció artística                 | Mercedes Alfonsín                      | Guanyador                      | [ 20 ] [ 21 ]                  |
| 2022                           | Premis Cóndor de Plata         | Millor Dissey de Vestuari                 | Beatriz Di Benedetto                   | Guanyador                      | [ 20 ] [ 21 ]                  |
| 2022                           | Premis Cóndor de Plata         | Millor Música Original                    | Federico Jusid                         | Guanyador                      | [ 20 ] [ 21 ]                  |
| 2022                           | Premis Cóndor de Plata         | Millor Maquillatge i Perruqueria          | Clarisa Reynoso                        | Guanyador                      | [ 20 ] [ 21 ]                  |
| 2022                           | Premis Cóndor de Plata         | Millor Disseny de So                      | Gustavo Pomeranec i Adrián Rodríguez   | Nominat                        | [ 20 ] [ 21 ]                  |
| 2023                           | Premis Platino                 | Millor Minisèrie o Telesèrie              | Santa Evita                            | Pendent                        | [ 22 ]                         |
| 2023                           | Premis Platino                 | Millor Actriu en Minisèrie o Telesèrie    | Natalia Oreiro                         | Pendent                        | [ 22 ]                         |